# چشم من
چِشم مَن نام دومین آلبوم هنرمند ایرانی داریوش اقبالی است که در سال ۱۳۵۱ خورشیدی منتشر شد.

## فهرست آهنگ‌ها
| شماره      | نام                          | سراینده       | آهنگساز            | مدت   |
| ---------- | ---------------------------- | ------------- | ------------------ | ----- |
| ۱.         | «بوی خوب گندم»               | شهیار قنبری   | واروژان            | ۶:۱۷  |
| ۲.         | «سپید و سیاه»                | تورج نگهبان   | امیر آرام محمد شمس | ۵:۳۱  |
| ۳.         | «دستای تو»                   | اردلان سرفراز | حسن شماعی‌زاده      | ۵:۱۶  |
| ۴.         | «آسمون با من و تو قهره دیگه» | تورج نگهبان   | مهوان              | ۵:۱۳  |
| ۵.         | «چشم من»                     | اردلان سرفراز | حسن شماعی‌زاده      | ۵:۰۰  |
| ۶.         | «رهایی»                      | مسعود امینی   | منصور ایران‌نژاد    | ۵:۴۸  |
| ۷.         | «شب اومد»                    | تورج نگهبان   | مهوان              | ۴:۳۳  |
| ۸.         | «خار»                        | منصور تهرانی  | حسین واثقی         | ۳:۵۷  |
| ۹.         | «چی میشه گفت»                | ایرج رزمجو    | پرویز مقصدی        | ۶:۵۳  |
| ۱۰.        | «تلافی»                      | ایرج رزمجو    | پرویز مقصدی        | ۶:۱۷  |
| مجموع مدت: | مجموع مدت:                   | مجموع مدت:    | مجموع مدت:         | ۵۰:۱۸ |